# Lista över Afghanistans statsöverhuvuden
Detta är en lista över Afghanistans statsöverhuvuden (före 1881 Kabul och Herat). Under talibanernas styre 1996-2001 utropades Islamiska emiratet Afghanistan vilken inte erkändes av världssamfundet som i stället stödde den av Burhanuddin Rabbani ledda oppositionsregeringen. Efter talibanernas maktövertagande 2021 utropades återigen Islamiska emiratet Afghanistan, som (januari 2022) inte har erkänts av världssamfundet. Den tidigare vicepresidenten deklarerade att han var den legitime presidenten.
| Ahmad Shah Durrani         |  | juli 1747 – 16 oktober 1772          | Kung                                     |
| Timur Shah Durrani         |  | 16 oktober 1772 – 18 maj 1793        | Kung                                     |
| Zaman Shah Durrani         |  | 23 maj 1793 – 1801                   | Kung                                     |
| Mahmud Shah Durrani        |  | 25 juli 1801 – juli 1803             | Kung                                     |
| Shoja al-Molk Shah Durrani |  | 13 juli 1803 – 1809                  | Kung                                     |
| Mahmud Shah Durrani        |  | 3 maj 1809 – 1818                    | Kung                                     |
| Soltan Ali Shah Durrani    |  | 1818 – 1819                          | Kung                                     |
| Ayyub Shah Durrani         |  | 1819 – 1823                          | Kung                                     |
| Habibollah Shah Durrani    |  | 1823                                 | Kung                                     |
| Soltan Mohammed Khan       |  | 1823 – 1826                          | Kung                                     |
| Dost Mohammed Khan         |  | 1826 – 1836                          | Kung                                     |
| Dost Mohammed Khan         |  | 1836 – 2 augusti 1839                | Emir                                     |
| Shoja al-Molk Shah         |  | 8 maj 1839 – 5 april 1842            | Kung                                     |
| Fath Jang Khan             |  | 29 juni – 12 oktober 1842            | Emir                                     |
| Shahpur Khan               |  | 12 oktober – december 1842           | Emir                                     |
| Dost Mohammed Khan         |  | december 1842 – 9 juni 1863          | Emir                                     |
| Shir Ali Khan              |  | 1863 – maj 1866                      | Emir                                     |
| Mohammed Afzal Khan        |  | maj 1866 – 7 oktober 1867            | Emir                                     |
| Mohammed Azam Khan         |  | 7 oktober 1867 – 8 september 1868    | Emir                                     |
| Shir Ali Khan              |  | 8 september 1868 – 21 februari 1879  | Emir                                     |
| Mohammad Yaqub Khan        |  | 21 februari – 12 oktober 1879        | Emir                                     |
| Mohammed Jan               |  | 1879 – 31 mars 1880                  | Minister-regent                          |
| Abdor Rahman Khan          |  | 22 juli 1880 – 3 december 1901       | Emir                                     |
| Habibullah Khan            |  | 3 december 1901 – 20 februari 1919   | Emir                                     |
| Nasrullah Khan             |  | 21 februari – 28 februari 1919       | Emir                                     |
| Amanullah Khan             |  | 28 februari 1919 – 9 juni 1926       | Emir                                     |
| Amanullah Khan             |  | 9 juni 1926 – 14 januari 1929        | Kung                                     |
| Inayatullah Shah           |  | 14 januari – 17 januari 1929         | Kung                                     |
| Habibullah Kalakâni        |  | 17 januari – 13 oktober 1929         | Emir                                     |
| Mohammed Nadir Shah        |  | 17 oktober 1929 – 8 november 1933    | Kung                                     |
| Mohammed Zahir Shah        |  | 8 november 1933 – 17 juli 1973       | Kung                                     |
| Mohammed Daud Khan         |  | 17 juli 1973 – 27 april 1978         | President                                |
| Abdul Qadir                |  | 27 april – 30 april 1978             | Ordförande för Militära rådet            |
| Nur Mohammed Taraki        |  | 30 april 1978 – 16 september 1979    | President för Revolutionära rådet        |
| Hafizullah Amin            |  | 16 september – 27 december 1979      | President för Revolutionära rådet        |
| Babrak Karmal              |  | 27 december 1979 – 24 november 1986  | President för Revolutionära rådet        |
| Haji Mohammed Chamkani     |  | 24 november 1986 – 30 september 1987 | President för Revolutionära rådet        |
| Mohammed Najibullah        |  | 30 september – 30 november 1987      | President för Revolutionära rådet        |
| Mohammed Najibullah        |  | 30 november 1987 – 16 april 1992     | President                                |
| Abdul Rahim Hatef          |  | 16 april – 28 april 1992             | President                                |
| Sibghatullah Mojadedi      |  | 28 april – 28 juni 1992              | President                                |
| Burhanuddin Rabbani        |  | 28 juni 1992 – 22 december 2001      | President                                |
| Hamid Karzai               |  | 22 december 2001 – 7 december 2004   | Ordförande för Interima Administrationen |
| Hamid Karzai               |  | 7 december 2004 – 29 september 2014  | President                                |
| Ashraf Ghani               |  | 29 september 2014 – 16 augusti 2021  | President                                |
| Amrullah Saleh             |  | 17 augusti 2021 –                    | President                                |